# نهى شريف
نهى الشريف نحاتة سعودية ولدت سنة 1980، ذكرت من قبل موقع عرب نيوز بأنها «خبيرة في مجال فن النحت الإسلامي»، وهي معروفة بالمنحوتات ذات الموضوعات الإسلامية، وغالبا ً تكون أعمالها باستخدام الخزف والنسيج. كان ظهورها الفعلي عام 2008 في معرض (ايدج اوف ارابيا) بالعاصمة البريطانية لندن.

## المسيرة الفنية
حصلت نهى على شهادتي البكالوريوس والماجستير في الفن التشكيلي من جامعة الملك عبدالعزيز بجدة. ثم درست تاريخ الفن التشكيلي في لندن، وحصلت على دبلوم في تاريخ الفن الآسيوي. وهي بصدد تحضير شهادة الدكتوراه في تاريخ كسوة الكعبة. يلاحظ في أعمالها غالبًا ما تجعل النساء على شكل تماثيل سوداء أثناء الصلاة الإسلامية مثل صلاة الجماعة، وهي مجموعة صغيرة من النساء مصنوعة من الرخام والصمغ، طولها ما بين 5 سم و15 سم، كان ذلك في عام 2008 وبعد التقاط صور للنساء اللواتي يلبسن العباءة قامت بعمل المشروع الذي أسمته «تواضع وخشوع» وهو عبارة عن مجموعة من تماثيل لأربع نساء يلبسن العباءة السوداء.
صرحت نهى الشريف قائلة:«لقد كان النحت الخاص بي وما زال سيرة ذاتية لحياتي في مكة»، وأضافت:«أن أجعل النحت من هذه الخلفية هو أمر مثير للجدل، لكن بالنسة لي هو مبني على الأمل والدين وهو شخصي بشكل أساسي»، وقالت معقبة على عملها:«هذا هو ما إستكشفته في فني، هو من تجربتي في العيش في مكة حيث أني عشت معظم حياتي هنالك، حيث إن منحوتاتي تأتي من الحياة الدينية التي عشتها في هذه المدينة المقدسة، حتى لو لم يكن ما أفعله تقليدياً من ناحية الفن الإسلامي، لكني أعتقد أنه العكس تماماً».
عرضت الشريف عملها كجزء من مجموعة تسمى:«حافلة الجزيرة العربية»، وكانت قد عرضته في مدينة لندن عام 2008، وفي مدينتي الرياض وإسطنبول عام 2010، وفي مدينة جدة عام 2012.